# К-7 (літак)
К-7 — експериментальний радянський багатоцільовий (варіанти — бомбардувальник, десантний та важкий пасажирський) літак-гігант Харківського конструкторського бюро К. О. Калініна.
Був розроблений на початку 1930-х років із використанням оригінальних конструкторських рішень, нових технологій та матеріалів. Проходив льотні випробування у 1933 році, проте, у зв'язку з виявленими недоліками конструкції, а також катастрофою першого виготовленого літака, випробування завершити не вдалося. У 1935 році, у зв'язку зі зміною радянської концепції літакобудування, будівництво двох нових зразків машини припинили, а потім усі роботи над літаком К-7 припинили.

## Опис
В епоху біпланів Калінін застосував новаторську для свого часу схему «літаюче крило». У товстому крилі центроплану розташовувалися каюти пасажирів, семимоторний гігант мав перевозити 128 пасажирів на 5 тис. кілометрів. Або на ту ж відстань 64 пасажири в каютах класу люкс. На борту були кают-компанія, буфет, кухня, радіорубка, працював телефонний зв'язок.
Літак був побудований за принципом «все в крилі», це дозволяло механікам літака підходити в польоті до працюючого двигуна. Пасажири мали огляд місцевості, що пролітає, через вікна-ілюмінатори.
У варіанті бомбардувальника літак був «літаючою фортецею». Оборонне озброєння складалося з 8 гармат калібру 20 мм та 8 кулеметів калібру 7,62 мм. Для переміщення стрільців до хвостових кулеметів використовували електровізок, що пересувається по тросах усередині хвостової балки. Бомбардувальне обладнання розміщувалося у крилі.
У десантному варіанті літак розраховувався на транспортування 112 парашутистів. Розглядалася можливість транспортування танка вагою 8,4 т або іншої техніки, що скидається на парашутах, яка кріпилася між візками шасі.
Літак був для свого часу найбільшим у Радянському Союзі і таким величезним, що його називали у пресі «повітряний Держпром».
У Військово-повітряних силах та цивільній авіації не застосовувався. Перший літак зазнав катастрофи під час випробувань на максимальну швидкість 21 листопада 1933 року: К-7, як і багато літаків того часу, страждав від флатера, теорія боротьби з яким ще не була розроблена, тому льотчик-випробувач Снігуров інтуїтивно боровся з флатером, змінюючи режим роботи семи двигунів Але це не врятувало літак і 15 із 20 осіб на його борту: під час випробувань на максимальну швидкість літак розбився. Два доопрацьовані зразки не були закінчені, так що зараз уявлення про конструкцію та зовнішній вигляд К-7 можна скласти тільки зі збереженої технічної документації, фотографій та спогадів учасників та очевидців випробувань.

## Конструкція

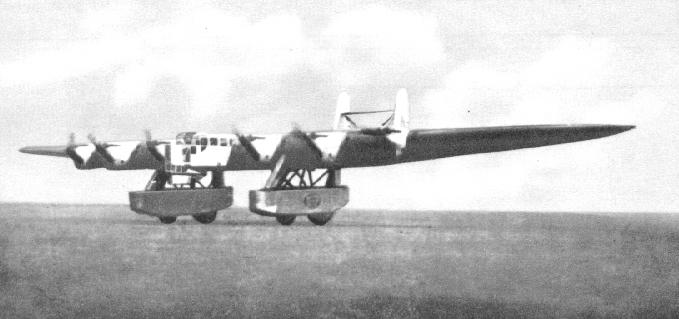

Гігантське еліптичне крило товстого профілю розмахом 53 м і площею 452 м², від якого йшли дві хвостові балки тригранного перерізу, що несуть хвостове горизонтальне та вертикальне оперення з механізмом для повороту. Крило мало спрямлений центроплан завширшки 6 м, завдовжки 10,6 м і заввишки 2,33 м, де розміщувалися приміщення для людей та вантажів. До центроплану стикувалися напівеліптичні у плані консолі, у яких розміщувалися 14 цистерн із паливом. Центроплан обшивався дюралюмінієм, консолі — полотном. У крилі встановлювалися три лонжерони. Полиці середнього лонжерона виконувалися з двох паралельно розташованих та скріплених звареною косинкою труб. Нервюри крила — сталеві, із труб зі стійками та розкосами. Від заднього лонжерона крила до хвоста йшли трикутні балки ферменного типу з дутиками, що оберігали літак від випадкового торкання землі. Для каркаса використовувалися хромомолібденові труби, що застосовувалися вперше в СРСР.
Рубка виступала вперед по осі літака, в ній розміщувалися два пілоти, штурман, радист і старший механік. Інші сім членів екіпажу перебували в інших відсіках літака і перемовлялися між собою внутрішнім телефоном.
Сім двигунів АМ-34 потужністю 750 л. с. (один із них, із гвинтом, що штовхає, розташований у кормі фюзеляжу). Механіки у польоті мали доступ до двигунів прямо з крила.
Шасі складалося з двох широко рознесених візків фермової конструкції з масляно-повітряною амортизацією коліс, вперше застосованою у радянській практиці для важких машин. Також вперше на літаках подібного класу використовували і колеса балонного типу Goodyear. Візки шасі мали по три колеса і були обладнані обтічниками — «штанами» з листового металу, причому в лівій розміщувалися вхідні двері, і сходи в крило. Така конструкція шасі дозволяла мати літаку горизонтальне положення стоянки.
Хвостове оперення — біпланне, кілі з'єднані «стабілітроном». Кермо та елерони К-7 забезпечені серворулями, винесеними на легких балочках. Серворулі на горизонтальному оперенні встановлені впритул до керм. Щоб врятувати льотчика від позамежних навантажень на штурвалі літака, що важить 40 тонн, Калінін придумав електропідсилювачі керма, яких на той час ще не було.

## ТТХ
Технічні характеристики
- Екіпаж: 12 чол.
- Довжина: 28 м
- Розмах крила: 53 м
- Висота:
- Площа крила: 452 м²
- Маса порожнього: 21 000 кг

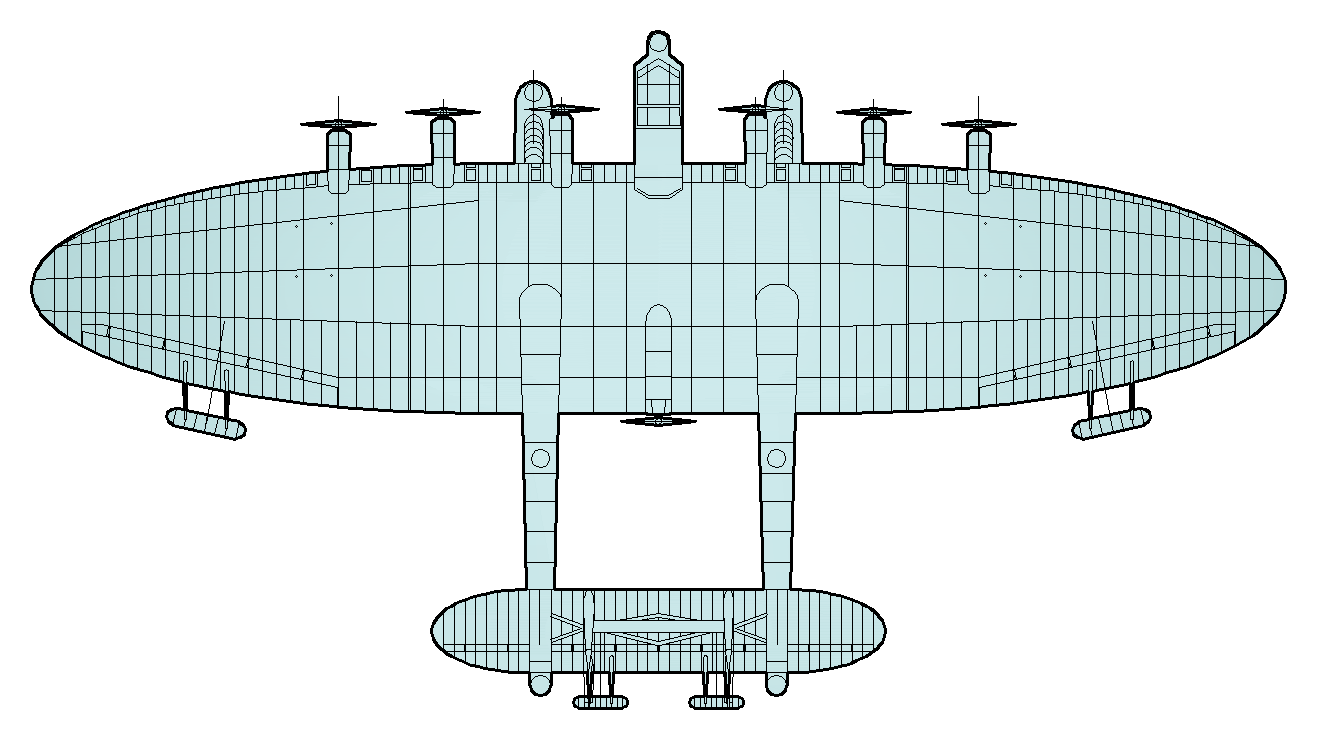
Креслення К-7

- Максимальна злітна маса: 40 000 кг
- Силова установка: 7 × АМ-34
- Потужність двигунів: 7 × 750 л. с.

Льотні характеристики
- Максимальна швидкість: 234 км/г
- Практична дальність: 1000 км
- Практична стеля: 5500 м

Озброєння
- Стрілково-гарматне: 8 гармат калібру 20 мм, 8 кулеметів калібру 7,62 мм
- Бойове навантаження: до 16 600 кг

## Додатково
- У складі екіпажу К-7 (12 чол.) Був навіть боцман.
- У жовтні 2008 року для зйомок фільму «Дау» на території Харківського міжнародного аеропорту, який у 1930-х роках називався «Основа», збудували декорацію К-7 у натуральну величину (з дерева та пластику). У фільмі на ньому майбутній академік Ландау прилітає до Харкова.